# 殷仲文
殷仲文（4世紀—407年3月3日），陈郡長平（今河南西华东北）人。殷融孫，殷康子，南蠻校尉殷顗弟。東晉時期官員，曾為桓玄心腹並助其稱帝，但桓玄敗走梁州時就投歸東晉。殷仲文回東晉後自感不得志，無意間開罪了何無忌，終被指謀反而被殺。

## 生平
殷仲文年輕時就很有才華，容貌俊秀。早年因堂兄殷仲堪推薦而任骠骑將軍司馬道子的参军，後歷任驃騎諮議參軍及征虜將軍司馬元顯的長史。不過時為荊江二州刺史的桓玄割據轄區，不受朝廷所制，故作為桓玄姊夫的殷仲文就被貶任新安太守。其實殷仲文與桓玄關係向來都不甚親密，但桓玄於元興元年（402年）率兵攻下建康，誅殺掌政的司馬道子、司馬元顯父子，控制朝廷後，殷仲文就棄郡投奔桓玄。桓玄對此十分高興，於是以他為自己的諮議參軍，並得與王謐及桓玄心腹卞範之相同的寵待。
元興二年（403年），桓玄倚重的桓偉去世，殷仲文及卞範之皆催促桓玄早日篡位，而桓玄亦有相同想法，於是以殷仲文為侍中，領左衞將軍，總掌詔命之事。同年桓玄獲加九錫，賜九錫的詔文原稿就正正出自殷仲文之手。桓玄於當年年末篡位稱帝，就在第一日進建康宮，坐下御床上時御床就坍塌了。當時眾人都大驚失色，而殷仲文卻奉承說：「這是由於陛下的聖德太過深厚，大地都承載不住。」令桓玄大喜。又因他是桓楚的開國元勳，故亦得厚待，被封為「東興公」，生活亦十分奢侈。
元興三年（404年），劉裕領導起義軍於京口及廣陵舉兵，殷仲文接替被殺的桓脩為徐兗二州刺史。但不久桓楚軍於建康敗於劉裕等軍，殷仲文奉命準備西走的船隻，並跟隨桓玄西奔江陵。當時桓玄打算以嚴刑峻法以維持皇帝威嚴，但反令到部眾更加怨恨和離心；殷仲文試圖勸諫桓玄亦失敗。後桓玄於崢嶸洲再敗於起義軍將領劉毅，只得一直西逃，並在巴陵留下晉穆帝皇后何法倪及晉安帝皇后王神愛。當時殷仲文以收集散卒為名移駐別船，趁機迎兩位皇后叛歸東晉。殷仲文回到建康後任鎮軍將軍劉裕的長史，後轉尚書。
殷仲文向來有名望，認為靠向劉裕必可使自己成為當政大臣，不過他的官位權勢卻一直未能上升，反而與昔日所看輕的年少謝混輩同一等級，因此常感到很不得志。後來殷仲文更被外調為東陽太守，令殷仲文更加失望。東陽郡屬江州，而時任江州刺史的何無忌亦十分仰慕殷仲文，於是殷仲文答允去上任時順道去拜訪他。何無忌更命府中文人殷闡及孔甯子等人寫好文章，待他前來。不過殷仲文因為失志而心神恍惚，竟沒有去拜訪何無忌。何無忌因而認為是殷仲文輕視自己，於是大怒，並趁當時南燕南侵東晉，向劉裕說：「桓胤和殷仲文是心腹之患，南燕比起來根本不足以擔憂。」義熙三年（407年）閏二月，劉裕府將駱冰圖謀作亂失敗被殺，而殷仲文則被指與永嘉太守駱球、桓胤等人謀反，皆被誅殺。

## 性格特徵
- 桓楚時期，殷仲文獲桓玄厚待，車馬、器具及服飾都極盡綺麗，而且更養了數十個伎妾，家中長期演奏著音樂。而且性格貪婪，經常收受賄賂，雖有千金之則但仍然覺少。桓玄逃離建康時，殷仲文將他一直珍藏的珍寶玩物都埋在地下，但它們從此就不知所終了。
- 殷仲文自以有名望，一心想官居要職，但終未能如願，大感不得志。就一日見桓溫府中的老槐樹，嘆曰：「此樹婆娑，無復生意。」正是以樹喻己。
- 殷仲文擅長寫文章，為當世所看重，而謝靈運說：「若殷仲文读书半袁豹，則文才不减班固。」就是説他文作豐富但看書少。[6]

## 評論
- 桓玄：「我家中軍（桓謙），那得及此也。」[7]
- 《晉安帝紀》：「仲文有器貌才思。」[7]
- 謝靈運：「若殷仲文讀書半袁豹，則文才不减班固。」[6]

## 家庭

### 妻
- 桓氏，桓溫女。

### 兄弟
- 殷顗，殷仲文兄，官至南蠻校尉，曾大力反對殷仲堪參與王恭討伐王國寶的行動。
- 殷叔献，殷仲文弟，官至南蠻校尉，與殷仲文皆被指謀反而被誅殺。

## 延伸阅读
[在维基数据编辑]
 在维基文库阅读此作者作品
 《晉書·卷099》，出自房玄齡《晉書》